# Roland Diepold
Roland Diepold (* 7. Oktober 1961 in Pollanten bei Neumarkt) ist ein deutscher Motorsportler.
Diepold gewann 15 nationale Titel im Motocross. Diepold erlernte den Beruf des Kraftfahrzeugmechanikers. 1990 erhielt er den OMK-Ehrenpreis.
Heute betreibt Diepold ein Transportunternehmen.